# Скандал
Скандал е разпространена чрез медиите и в обществото информация, която съдържа обвинения, които са повреждащи за нечий имидж, и които се отнасят до действия или постъпки на някого, като това може да бъде личност, група от индивиди и дори институция, която може да бъде замесена в един скандал. Другото значение е на разгорещен дебат, много често придружен от взаимни обвинения, резки реплики и т.н.
В английския език (за страни като САЩ, Канада и т.н.) за политическите скандали много често се добавя окончанието -gate или -гейт, например Уотъргейт .